# Labiodentaal

Labiodentaal

Een labiodentaal betekent in de fonetiek een klank die wordt gevormd door de onderlip (Lat. labium) met de bovenste tanden (Lat. stam dent-) contact te laten houden. Als gevolg van de druk waarmee dit wordt gedaan, van de plaats die de tanden op de lip innemen, van de bijkomende kromming van de lippen en van de mate van doorlaten van lucht, is het resultaat meestal de nasaal /ɱ/. 
Het resultaat kan ook een scherpe /f/ zijn, maar dit staat los van het labiodentale karakter: /v/ en /f/ zijn allebei labiodentalen, waarvan de ene stemhebbend en de andere stemloos is. Het verschil wordt door de stembanden gegenereerd.